# Frechener Steinzeug
Frechener Steinzeug ist eine keramische Warenart, die ab der frühen Neuzeit in Frechen hergestellt wurde.
Am Standort Frechen wurden Steinzeuggefäße ohne Unterbrechung vom beginnenden 16. Jahrhundert bis ins späte 19. Jahrhundert produziert, wobei die Hauptproduktionsphase im 16. und 17. Jahrhundert lag. Das Spektrum umfasst vor allem Krüge für den Gebrauch in Privathaushalten und Schankstuben. Zu den bekanntesten Erzeugnissen der Frechener Steinzeugproduktion zählen Bartmannkrüge, die zum Markenzeichen des rheinischen Renaissancesteinzeugs wurden.

Wappen der Stadt Frechen

Die Stadt Frechen führt einen Bartmannkrug im Wappen.

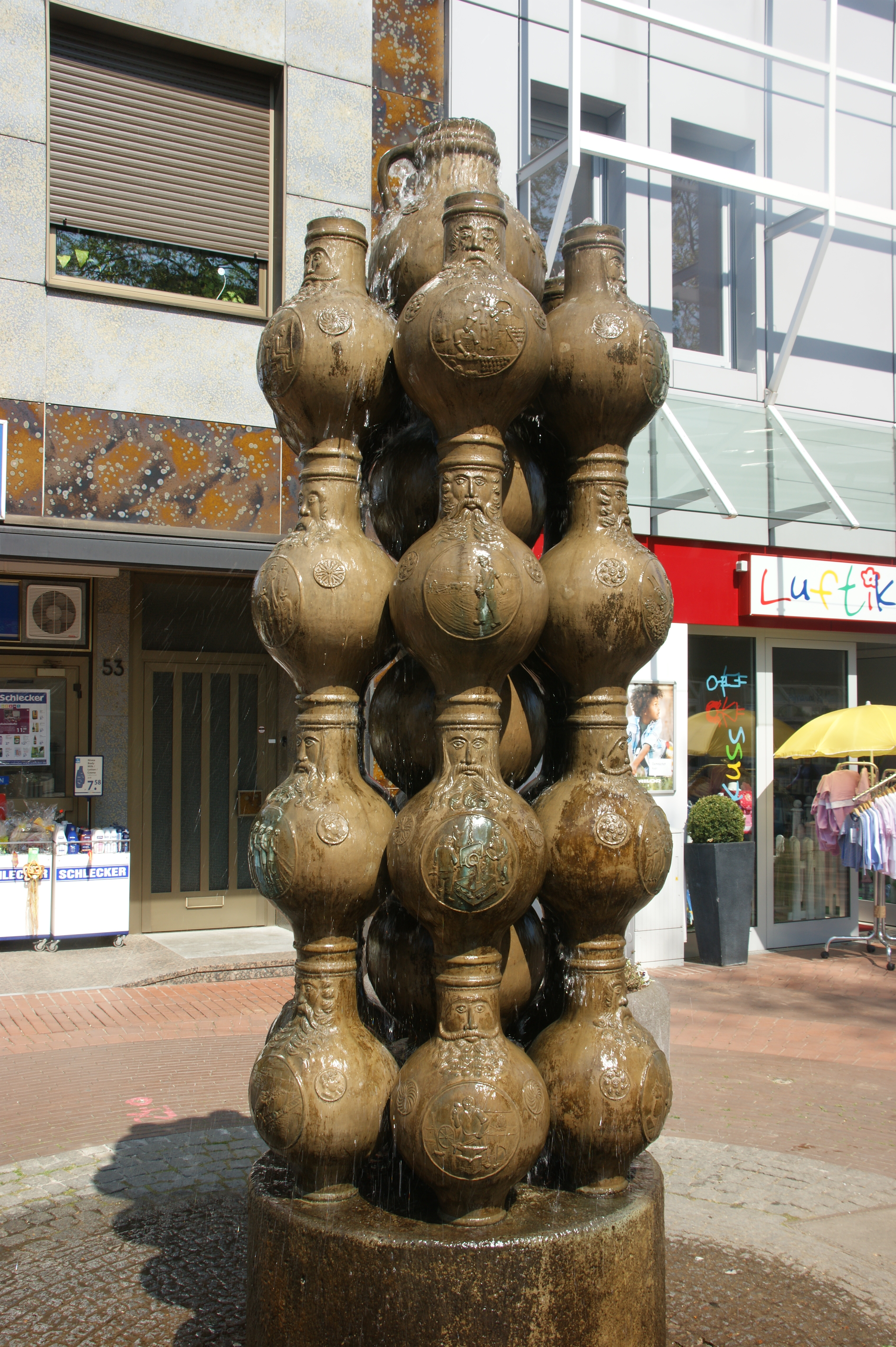
Bartmannbrunnen in der Frechener Fußgängerzone von Olaf Höhnen

## Geschichte
Die erste urkundliche Erwähnung eines Töpferbetriebs in Frechen, der echtes Steinzeug herstellte, stammt aus dem Jahr 1544. Jedoch kann eine Aufnahme der Steinzeugproduktion für kurz nach 1500 angenommen werden.
Bereits in der Mitte des 15. Jahrhunderts hatten auch Kölner Töpfermeister mit der Herstellung von echtem Steinzeug begonnen. Die technisch und kunsthandwerklich hochstehenden Erzeugnisse der Kölner Kannenbäcker waren bei den Kölner Bürgern populär und entwickelten sich rasch zum Exportschlager. Jedoch fürchtete die Bevölkerung das hohe Brandrisiko durch den Betrieb der Brennöfen. Zudem brachte die Steinzeugproduktion für die Anwohner weitere Unannehmlichkeiten mit sich, wie den belästigenden Chlorgestank durch den Anguss der Salzglasur oder gestiegene Preise für Brennholz. Noch vor der Mitte des 16. Jahrhunderts schränkte der Rat der Stadt die Steinzeugproduktion immer weiter ein. Ein Großteil der Kölner Kannenbäcker ließ sich im benachbarten Frechen nieder, von wo sie seit jeher den Ton als Rohmasse bezogen hatten. Die anderen Kölner Töpfer waren in die traditionellen Töpferzentren von Siegburg und Raeren abgewandert. Ab 1566 waren innerhalb der Kölner Stadtmauern keine Steinzeugöfen mehr zugelassen. Die Hansestadt blieb jedoch auch für die abgewanderten Steinzeugtöpfer weiterhin der wichtigste Umschlagsplatz für Rheinisches Steinzeug. So gelangten auch die Frechener Steinzeugkrüge über den Rhein in die Niederlande und von dort weiter nach England, wo sie bereits ab der Mitte des 16. Jahrhunderts stetig Gefäße aus Raeren ablösten. Gerade die Frechener Bartmannkrüge erfreuten sich auf der britischen Insel großer Beliebtheit. In englischen Werkstätten wurden verschiedentlich den Steinzeugkrügen Deckel aus Zinn oder Silber montiert, wodurch sie an Wert gewannen.
Anders als in den meisten anderen rheinischen Steinzeugzentren konnten die Frechener Töpfereien ohne Unterbrechung durch wirtschaftliche Einbußen oder Kriegseinwirkungen bis ins späte 19. Jahrhundert produzieren.
1856 gründeten die Töpfermeister die Frechener Töpferinnung.

## Technik
Aufgrund der gemeinsamen Geschichte und der technischen Nähe zu den Kölner Kannenbäckern ist die Ware der Frechener Steinzeugproduktion des 16. Jahrhunderts nur schwer von der Ware aus den Kölner Werkstätten zu unterscheiden.
Die Tonlagerstätten westlich von Köln, auf die die Frechener Töpfer ebenso wie zuvor die Kölner zurückgreifen konnten, lieferten eisenarme, weißbrennende Steinzeugtone. Daneben nutzten sie sehr eisenhaltige Tone für die Engobe. Durch den Eisenanteil wirkten die Gefäßoberflächen schmutzig braun. Durch dicke Angüsse aus Salzglasuren wurde das Oberflächenbild harmonischer, was den Gefäßen ein fleckiges oder schildpattartiges Aussehen verlieh. Darin ist es vom Kölner Steinzeug nicht zu unterscheiden.

## Formenspektrum und Entwicklung
Das Formenspektrum der Kölner Werkstätten war im Vergleich zu den Produkten der Töpferzentren in Siegburg, Langerwehe und Raeren bereits eher spärlich. Das Formenspektrum des Frechener Steinzeugs ist gegenüber dem Kölner nochmals verringert. Charakteristisch für das Frechener Steinzeug sind bauchige Krüge mit einem kugelförmigen Körper. Becher oder ähnliche Gefäßtypen kommen im Spektrum eher selten vor.
Bis zur Mitte des 16. Jahrhunderts sind die Krüge von Kölner Produkten kaum zu unterscheiden. Die Form der Krüge wandelt sich aus bauchigen, gedrungenen Renaissanceformen mit kurzem Hals und weiter Mündung zu barocken Gefäßtypen. Diese werden im Verlauf des späten 16. und des 17. Jahrhunderts stetig gestreckter. Die Gefäßhalse werden länger und die Mündungen enger.
In der späten Phase der Frechener Steinzeugproduktion ergänzen große Vorratsgefäße das Spektrum.

### Bartmannkrug

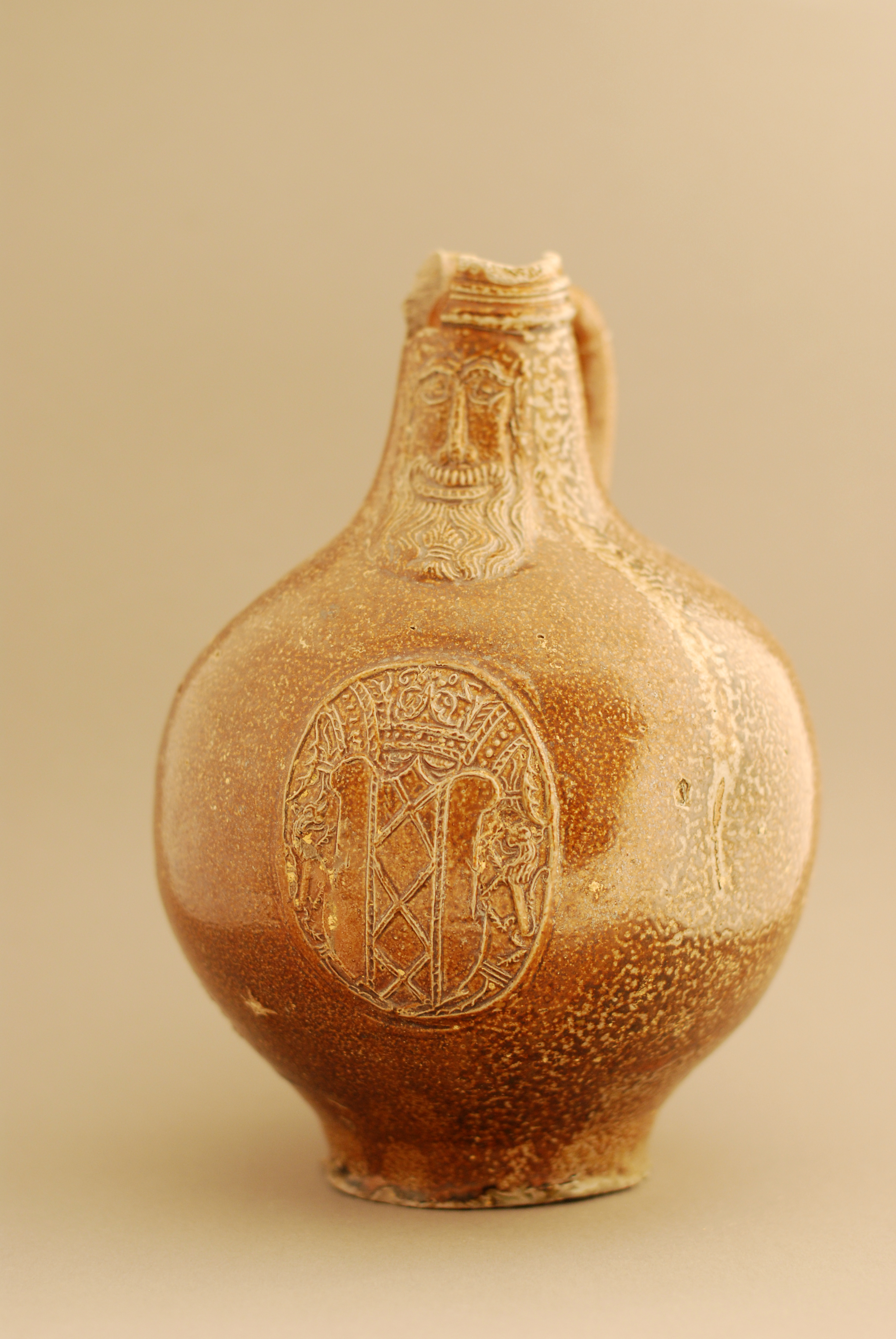
Frechener Bartmannkrug 17. Jh.

Als Bartmannkrug werden birnenförmige Trink- und Ausschankkrüge bezeichnet, die auf Hals und Gefäßschulter eine einzelne bärtige, männliche Gesichtsmaske tragen. Ausgehend von Krügen mit primitivwirkenden eingeritzten Gesichtskonturen des 15. Jahrhunderts wurde in Köln ab etwa 1500 diese Sonderform von Krügen entwickelt, die sich im 16. Jahrhundert in nahezu allen rheinischen Töpfereizentren wiederfindet. Im Spektrum des Frechener Steinzeugs ist der Bartmannkrug besonders häufig und kunsthandwerklich hochstehend vertreten. Bartmannkrüge wurden in Frechen noch bis ins 18. Jahrhundert hinein gefertigt. Im Verlauf des späten 16. Jahrhunderts wandelt sich der ursprünglich gütliche Gesichtsausdruck der aufgelegten Bartmannmaske in eine lächelnde Mimik. Im 17. Jahrhundert wird daraus eine groteske Fratze.

## Steinzeugrohre
Nachdem die Frechener Produktion von Gebrauchskeramik aus Steinzeug im 18. Jahrhundert ihre überregionale Bedeutung verloren hatte, gewann im 19. Jahrhundert mit der industriellen Fertigung von Leitungsrohren ein weiteres Steinzeugprodukt wirtschaftliche Bedeutung für die Region. 1852 gründete Heinrich Eduard Sticker die erste Steinzeugröhrenfabrik in der Breite Straße. Bereits fünf Jahre später, 1857, wurde die Fabrik jedoch nach Köln-Lindenthal verlegt. Weitere Fabrikgründungen in der Umgebung der Breite Straße folgen. Noch heute ist die Herstellung von Kanalrohren ein wichtiger Wirtschaftszweig in Frechen.

## Brennhilfen

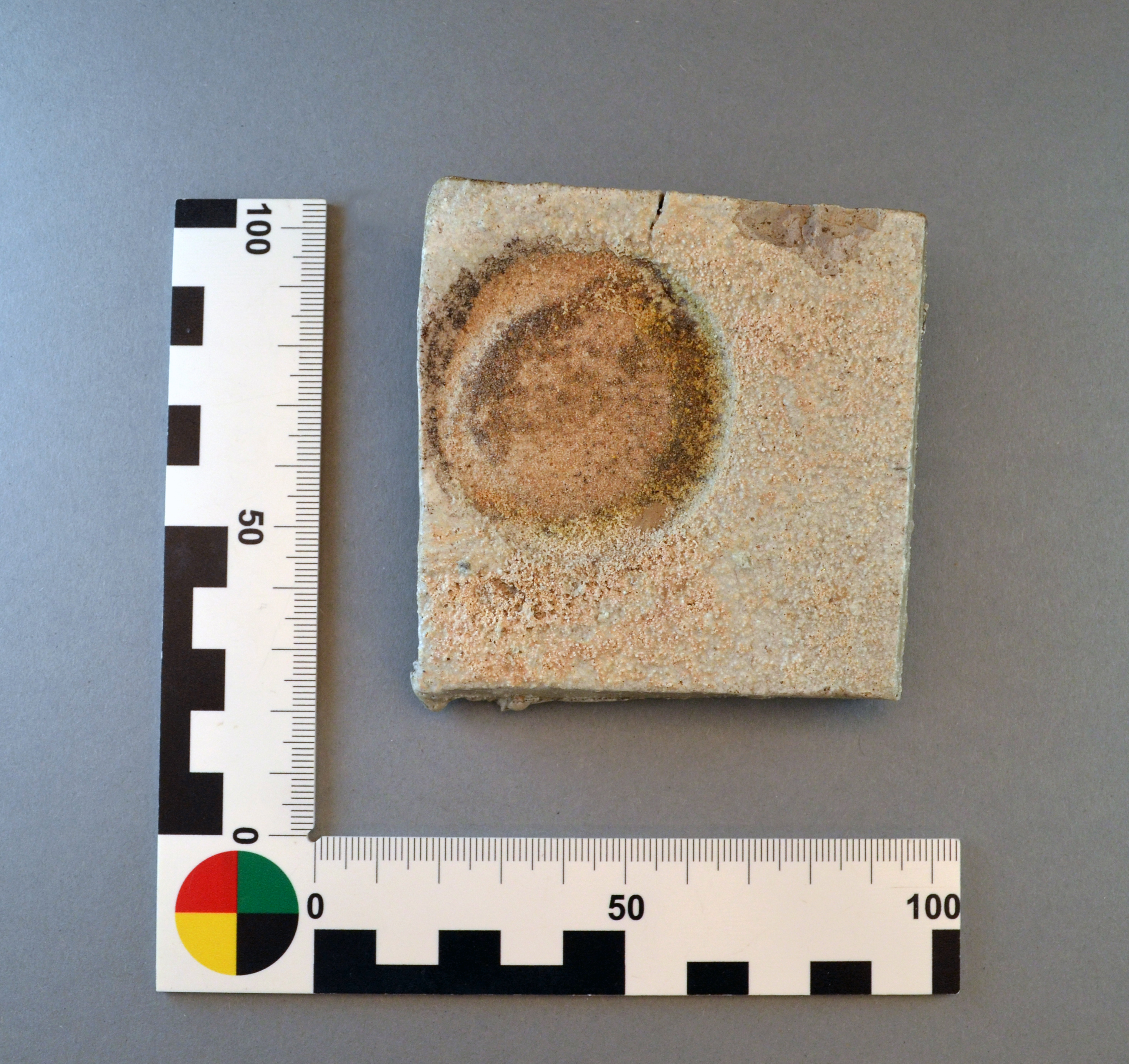
Für Frechener Steinzeug typische Brennhilfe

Die bei der Frechener ebenso wie bei der Kölner Steinzeugproduktion verwendeten Brennhilfen wurden Plätze oder Plätzton genannt. Sie waren die Brennhilfen rechteckig bzw. quadratisch und auf der Oberseite mit feinem Sand bedeckt. Die ca. 0,6 – 1 cm dicken Plättchen waren mit einem Messer aus der flach ausgewalzten Tonmasse geschnitten worden und weisen oft noch die Abdrücke des Krugrands auf. Trotz des anhaftenden Sandes, der das Abtrennen vom Gefäß erleichtern sollte, blieben manche Stücke durch die Salzglasur dem Gefäßboden oder -rand verbacken. In sekundärer Verwendung wurden die flachen Plätten mit den glasierten Schmalseiten nach oben als Plätztonbodenbelag zu Fischgrätornamenten oder anderen ornamentalen Mustern verlegt. Auch in der westmünsterländischen Steinzeugproduktion fanden diese Stapelhilfen Verwendung. Die dortigen Werkstätten waren von abgewanderten Frechener Töpfern gegründet worden. Weitere gängige Frechener Brennhilfen waren vorgeformte kleine Tonballen. Die sogenannten Bums wurden zum Brand in Henkelösen oder auch zwischen zwei Gefäße geschoben.

## Produktionsstandorte
Neben den bekannten Werkstätten im Töpfereibezirk von Frechen produzierte der Töpfermeister Joost Loosen dem Frechener Steinzeug zuzuordnendes Steinzeug auf dem Heilig-Geist-Gut bei Benzelrath. Der Ort ging beim Abbau des Tagebaus Frechen verloren.

## Museen und Sammlungen

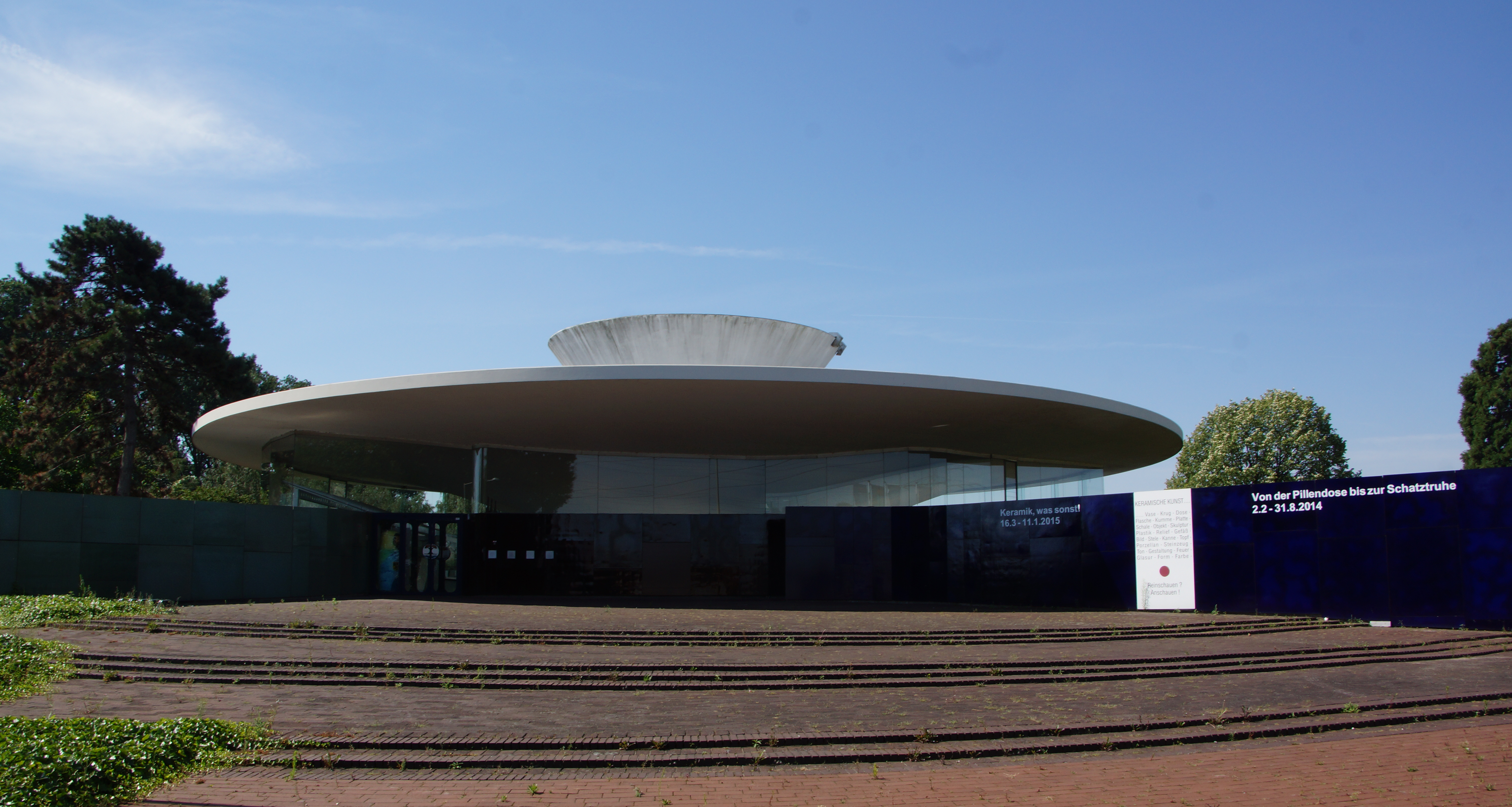
Keramion Museum in Frechen

Die Töpfereierzeugnisse aus Frechen bilden einen Schwerpunkt in der Dauerausstellung des Keramikmuseums Keramion. Neben zahlreichen Exponaten aus eigenen Beständen zeigt das Museum Gefäße aus dem Besitz der Stadt Frechen.
Weitere bedeutende Sammlungen von historischem Frechener Steinzeug befinden sich im Kölner Museum für Angewandte Kunst (MAKK) sowie im Hetjens-Museum in Düsseldorf.